# Station La Ferté-Bernard
Station La Ferté-Bernard is een spoorwegstation in de Franse gemeente La Ferté-Bernard. Het station ligt aan de spoorlijn Paris-Montparnasse - Brest.